# Kotlinka pod Wagą

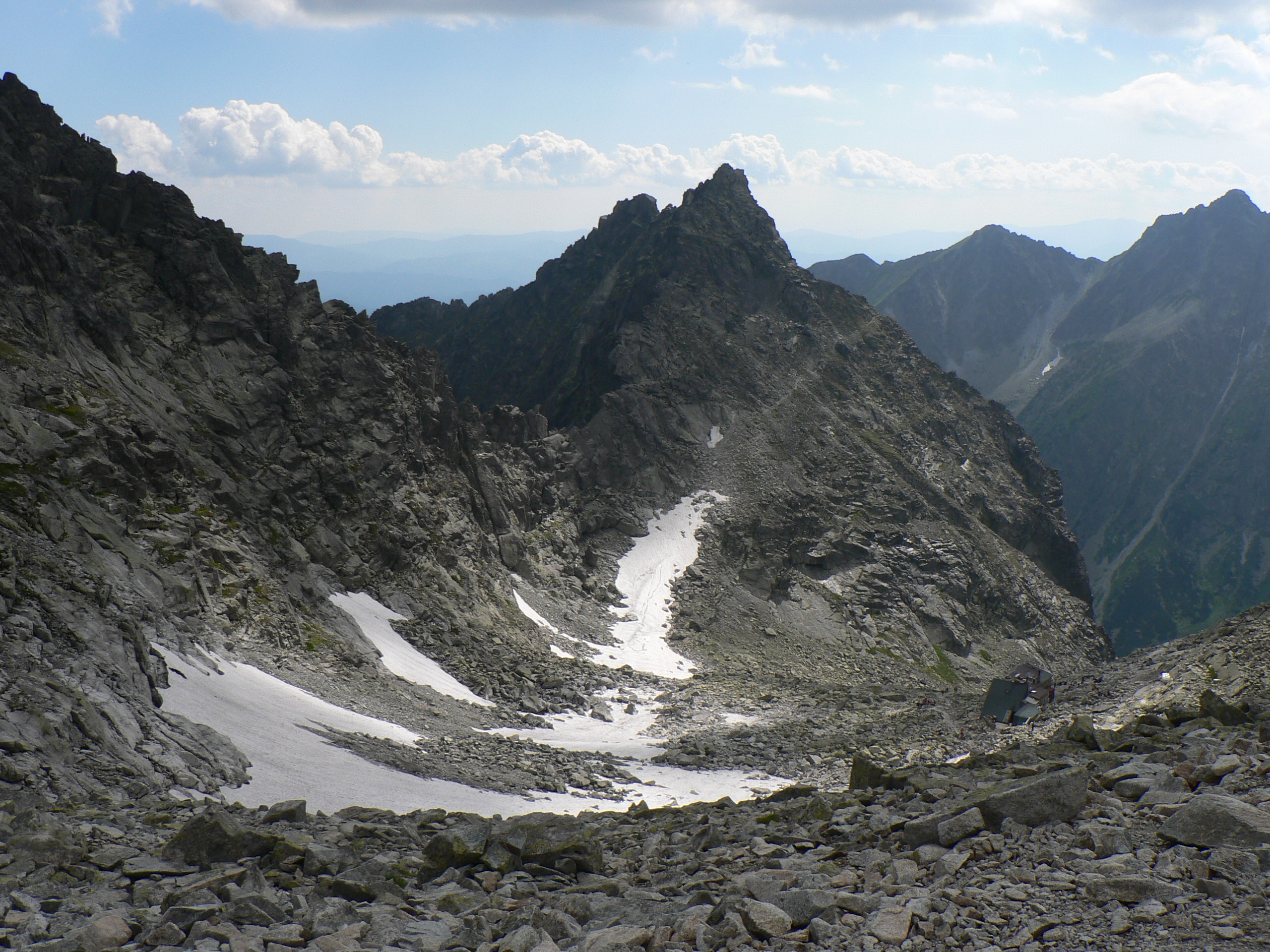
Kotlinka pod Wagą, ponad nią Kopa Popradzka

Kotlinka pod Wagą (niem. Hunfalvy-Tälchen, słow. Dolinka pod Váhou, węg. Hunfalvy-völgyecske) – położona na wysokości ok. 2100–2300 m n.p.m. kotlina w słowackich Tatrach Wysokich. Stanowi górne piętro Żabiej Doliny Mięguszowieckiej. Opada do niej stromym progiem o wysokości 80 m. Otaczają ją Rysy, Kopa nad Wagą, Waga, Ciężki Szczyt i Smocza Grań.
Przez Kotlinkę pod Wagą prowadzi masowo uczęszczany szlak turystyczny na Rysy i znajduje się tutaj najwyżej położone w Tatrach schronisko – schronisko pod Rysami. Przejście przez próg zakończone 120-metrowej długości trawersem ubezpieczone jest łańcuchami (trudności niewielkie, większe jedynie przy oblodzeniu lub śniegu). Z progu po większych opadach spada efektowny wodospad.

## Szlaki turystyczne
– niebieski od Rozdroża przy Popradzkim Stawie przez Dolinę Mięguszowiecką do Rozdroża nad Żabim Potokiem (35 min, ↓ 25 min), stąd czerwony na Rysy przez Kotlinkę pod Wagą (od Popradzkiego Stawu 3 h, ↓ 2:15 h).